# Harold Brewster
Harold Suydam Brewster, född 2 maj 1903 i Lakewood i New Jersey, död 3 september 1994 i Lakeland i Florida, var en amerikansk landhockeyspelare.
Brewster blev olympisk bronsmedaljör i landhockey vid sommarspelen 1932 i Los Angeles.